# أغنيس زاوادزكي
أغنيس زاوادزكي (بالإنجليزية: Agnes Zawadzki) هي متزلجة على الجليد أمريكية سابقة. ولدت في 31 يوليو 1994 في شيكاغو، الولايات المتحدة.

## روابط خارجية
- أغنيس زاوادزكي على موقع الاتحاد الدولي للتزلج (الإنجليزية)